# Kariobangi
Kariobangi è un sobborgo povero della periferia di Nairobi; comprende alcuni quartieri con appartamenti e altri con baracche simili a quelle degli slum come quello vicino di Korogocho. È suddiviso in due parti, Kariobangi Nord (Kariobangi North) e Kariobangi Sud (Kariobangi South). La parte nord è quella più antica, e venne edificata a partire dal 1961.
Il sobborgo è delimitato a est da un'importante arteria stradale, la Outering Road, che collega l'autostrada Nairobi-Thika all'Aeroporto Internazionale Jomo Kenyatta; a sud e ovest è toccato da un tratto della ferrovia che collega Nairobi a Thika. Confina, tra l'altro, con i sobborghi di Outering Road Estate, Buruburu, Pioneer Estates e Umoja.
Nel sobborgo si trovano una scuola elementare (la Kariobangi South Primary School), numerosi asili, diverse chiese e un grande mercato (il Kariobangi South Market). 
A Kariobangi si è formato un noto gruppo hip hop keniota, i K-South. Altri personaggi pubblici originari del sobborgo sono Yolanda Masinde (ex miss Kenya), Cyrus Jirongo (attivista dell'YK 92) e Ndambuki (comico televisivo).
| Controllo di autorità | VIAF (EN) 159428954 · LCCN (EN) n78077719 · J9U (EN, HE) 987007550257305171 |